# NGC 6313
NGC 6313 est une vaste galaxie spirale située dans la constellation d'Hercule. Sa vitesse par rapport au fond diffus cosmologique est de 7 320 ± 36 km/s, ce qui correspond à une distance de Hubble de 108,0 ± 7,6 Mpc (∼352 millions d'al). NGC 6313 a été découverte par l'astronome américain Lewis Swift en 1887.
La classe de luminosité de NGC 6313 est I-II.